# 歐洲步
歐洲步（英語：Euro step）是一種籃球步法，進攻方在運球停止時，一隻腳先踏向一個方向，然後另一隻腳快速地踏向另一方向。歐洲步能使進攻球員迷惑防守方往不同方向去，而進攻方能順利突破到籃底。
歐洲步是由立陶宛出身的沙魯納斯·馬爾丘羅尼斯於1989年引入NBA，而現在他已被普遍認為是NBA首位使用歐洲步的球員。2000年代由马努·吉诺比利在NBA進一步推廣，自此被其他NBA球員發現此進攻手段的作用，不少NBA球員例如馬紐·吉諾比利、德维恩·韦德、詹姆斯·哈登、羅素·衛斯特布魯克、揚尼斯·安戴托昆波和凯里·欧文等均是歐洲步的好手。

## 外部連結
- YouTube上的How to Perform the Euro Step With Iman Shumpert